# Вільне (Новоукраїнський район)
Ві́льне — село в Україні, у Рівнянській сільській громаді Новоукраїнського району Кіровоградської області. Населення становить 30 осіб. Орган місцевого самоврядування — Рівнянська сільська рада.

## Населення
Згідно з переписом УРСР 1989 року чисельність наявного населення села становила 80 осіб, з яких 41 чоловік та 39 жінок.
За переписом населення України 2001 року в селі мешкало 30 осіб.

### Мова
Розподіл населення за рідною мовою за даними перепису 2001 року:
| Мова       | Відсоток |
| ---------- | -------- |
| українська | 96,67 %  |
| інші       | 3,33 %   |